# Paul de Preissac
Pour les articles homonymes, voir Preissac (homonymie).
Paul de Preissac est un homme politique français né le 17 juillet 1819 à La Rochelle (Charente-Inférieure) et décédé le 10 octobre 1883 à Sorèze (Tarn).

## Biographie
Fils de François Jean de Preissac, ancien député, il est préfet de Lot-et-Garonne au moment du coup d'État du 2 décembre 1851. Il passe ensuite préfet du Puy-de-Dôme puis préfet de Tarn-et-Garonne. Il devient sénateur bonapartiste de Tarn-et-Garonne de 1876 à 1882, siégeant au groupe de l'Appel au peuple.

## Sources
- « Paul de Preissac », dans Adolphe Robert et Gaston Cougny, Dictionnaire des parlementaires français, Edgar Bourloton, 1889-1891 [détail de l’édition]